# Letter

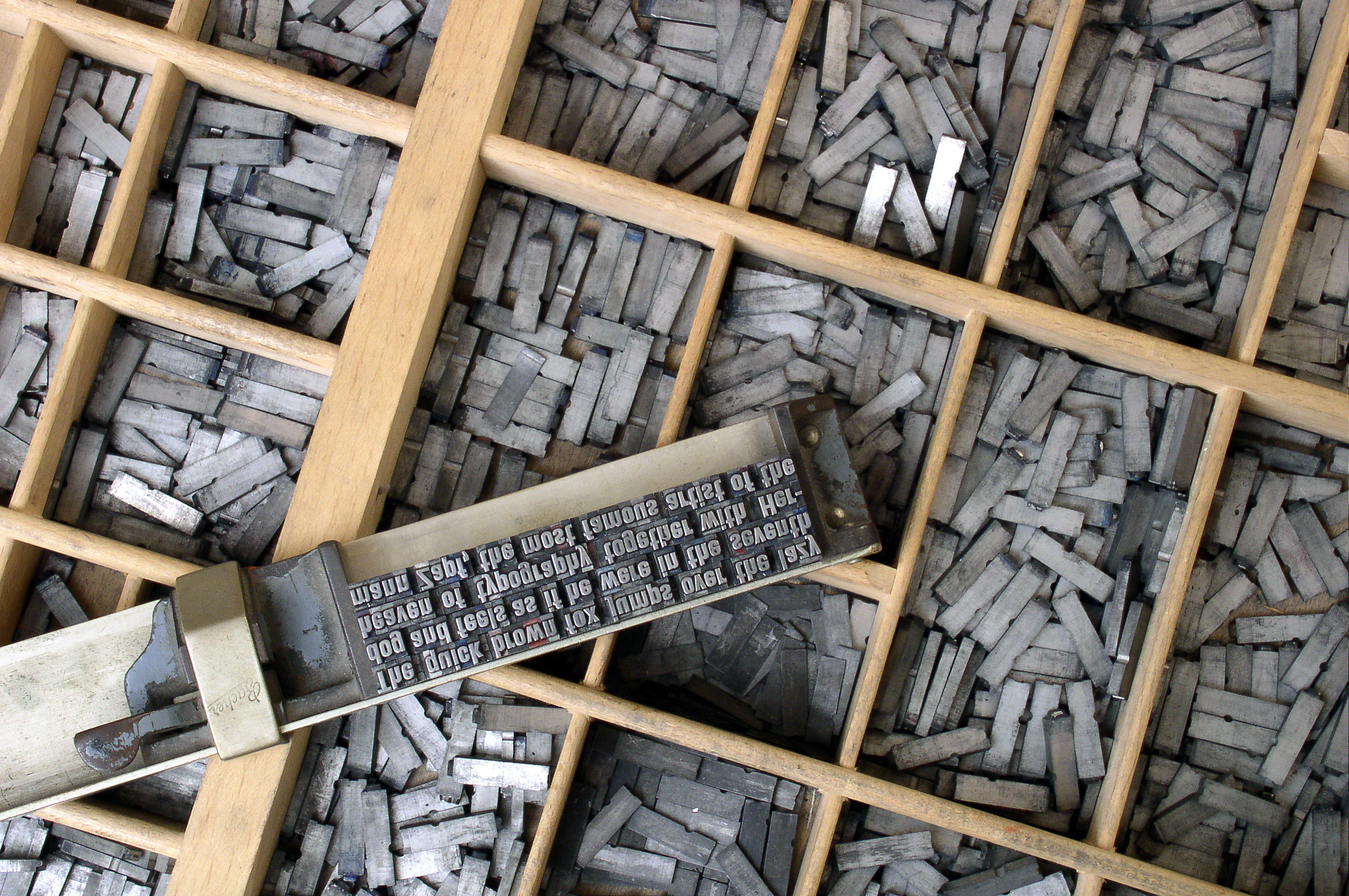
Typen in einem Setzkasten

Druckletter (Schema)
Details
1 Punze
2 Schriftbild
3 Fleisch
4 Konus
5 Achselfläche
6 Kegel
7 Signatur
8 Gießrille
Abmessungen
a Kopf
b Schulterhöhe
a + b Schrifthöhe
c Dickte
d Kegelstärke/
Kegelhöhe

Lettern (von französisch lettre, aus lateinisch littera ‚Buchstabe‘) oder Drucktypen bzw. Typen sind Bestandteile einer Satzschrift aus Metall, hier meist als Mischung aus Blei, Zinn und Antimon, aus Holz oder in neuerer Zeit vereinzelt auch aus Kunststoff. Ihre Schriftkörper tragen am Kopf das erhabene, spiegelverkehrte Bild eines Schriftzeichens. Sie werden von Hand (Handsatz) oder mechanisch (Maschinensatz) zum Schriftsatz zusammengestellt, der im Hochdruck, mit Tiegeldruckpressen oder Zylinderdruckpressen, auf Papier übertragen wird.
Seit der Etablierung des Fotosatzes werden Lettern nur noch gelegentlich im Buchdruck (Druck bibliophiler Bücher) und für Blindprägungen verwendet. Blindprägelettern bestehen wegen der benötigten Härte und längeren Lebensdauer aus Messing oder härteren Bleilegierungen.

## Aufbau und Maße
Eine Letter besitzt einen langgestreckten, rechteckigen Körper, den Schriftkegel oder kurz Kegel (6). Auf der einen Schmalseite, dem Kopf (a), befindet sich das Bild (2), das spiegelverkehrte Relief des zu druckenden Zeichens. Die gegenüberliegende Seite wird Fuß genannt.
Die Schulterhöhe (b) reicht vom Fuß bis zum Kopf (ohne das Schriftbild). Die Gesamthöhe einschließlich des Schriftbildes bezeichnet man als Schrifthöhe (a + b). Sie wurde in Deutschland 1898 auf 62⅔ Punkt (= 23,566 mm) festgelegt. Die Breite des Kegels heißt Dickte (c) und bestimmt den Abstand zwischen den Zeichen. Die Kegelstärke (d), auch Kegelhöhe genannt, bestimmt den Mindestabstand zwischen den Zeilen des Textes.
Dickte und Kegelstärke sind immer etwas größer als das Schriftbild. Der Abstand zwischen einzelnen Lettern kann im Handsatz durch eine Einlage aus Metallstreifen (Blei, unter 1 Punkt aus Messing), Pappe oder Papier zwischen den Kegeln vergrößert werden (Spationierung). Eine Verringerung des Abstands wird durch Unterschneidung, das Entfernen von Material an den Kegelseiten, erreicht. Lettern mit Unterschneidung wurden von den Schriftgießereien geliefert, auch als Ligaturen (mehrere Buchstaben auf einem Kegel, z. B. „ﬁ“, „ﬂ“ oder „sch“, „ch“ etc.).
Die Schriftgröße wird nicht an der Größe der Buchstaben gemessen, sondern an der Kegelstärke, die in der typografischen Einheit Punkt angegeben wird. Je nach Schriftart und ihrem Verhältnis zwischen Buchstabenhöhe und Kegelstärke können Schriften mit gleicher Punktgröße verschieden groß sein, gemeinsam haben sie nur den mindestmöglichen Zeilenabstand. Die unterschiedliche Schriftbildhöhe bei gleicher Punktgröße ist beim Übergang vom Bleisatz zur digitalen Schrift erhalten geblieben. Abweichend davon wird in Buchbindereien teilweise die Schriftgröße zur Bezeichnung auf den Kästen verwendet. Der Buchbinder kann dadurch leichter eine Schrift wählen, die auf einen vorhandenen Raum (z. B. Buchrücken) passt.

## Material

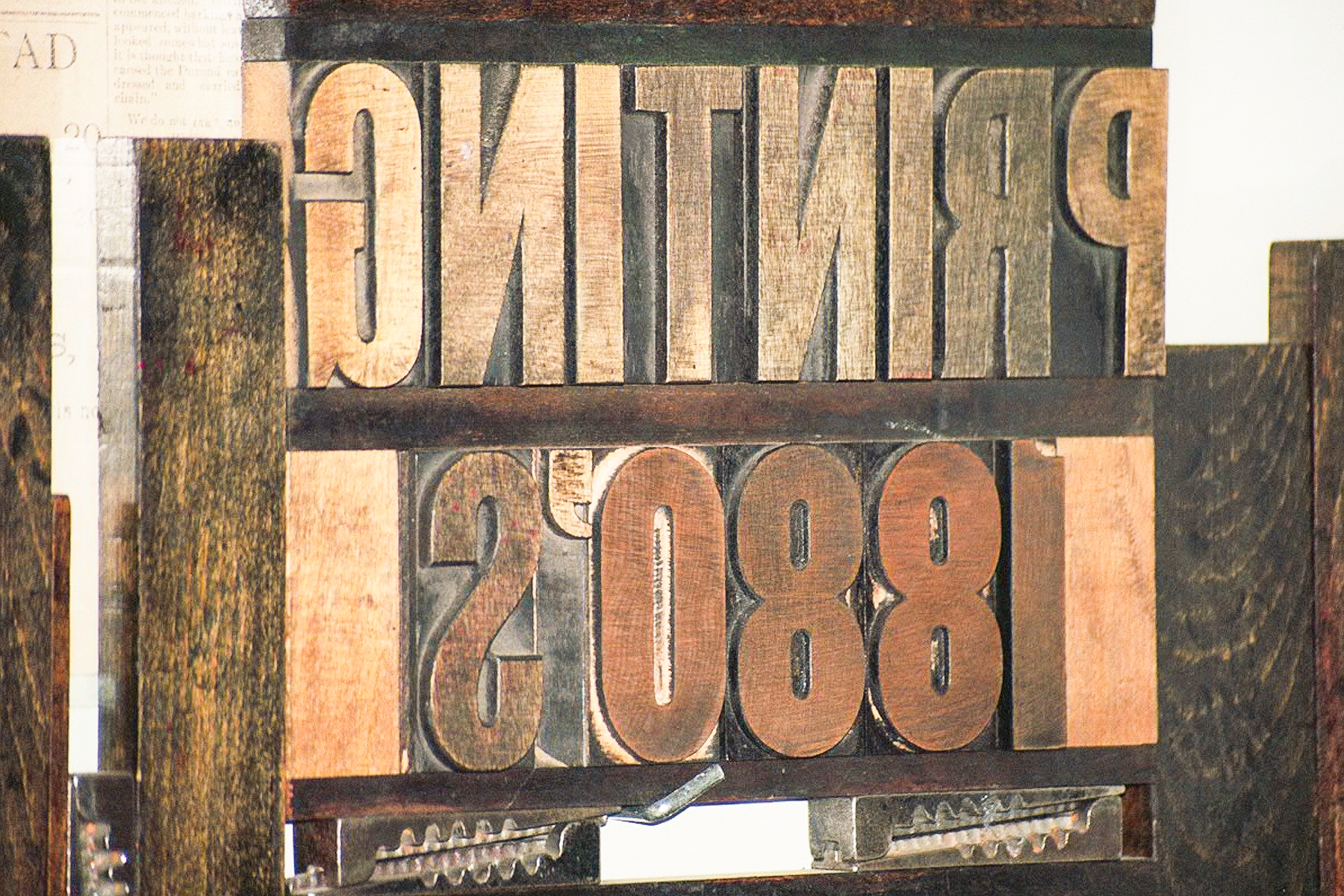
Historische Holzlettern

Lettern bestehen aus Letternmetall, einer Legierung von z. B. 67 % Blei, 28 % Antimon und 5 % Zinn, mitunter auch etwas Kupfer. Der Hauptbestandteil Blei gibt dem „Zeug“ (alte Bezeichnung für Letternmetall) die Weiche und Formbarkeit, Zinn sorgt für eine gute Verbindung der einzelnen Metalle und eine entsprechende Zähigkeit. Kupfer erhöht die Härte und Widerstandsfähigkeit der Schrift, kann jedoch auch zu Problemen beim Gießen führen. Arsen ist ein häufiges Nebenprodukt bei der Herstellung von Bleilegierungen und erhöht ebenfalls die Härte des Metalls. Antimon sorgt dafür, dass keine Lunker vorkommen, weil es sich beim Erstarren ausdehnt. Wegen des hohen Gehalts an Blei kann bei ungünstigen Bedingungen Bleikorrosion auftreten. Bis ins 19. Jahrhundert hinein waren die Legierungen meist verunreinigt.
Große Buchstaben ab 48 Punkt (18,05 mm), z. B. für Plakate, wurden auch wegen des enormen Gewichts von Bleilettern aus Holz und Kunststoff gefräst.

## Gussmarke

Gussmarke

Bei einigen Schriftgießereien war es üblich, Gussmarken an der Seite der Letter anzubringen. Dies diente der Werbung und gleichzeitig dem Setzer zur Unterscheidung der Schrifthersteller. Die Gussmarken waren auch wichtig, weil es Schriften und Schriftschnitte gab, die von mehreren Gießereien gegossen wurden. Teilweise wurden sehr erfolgreiche Schriften von anderen Gießereien nachempfunden. Die Gussmarke schaffte Klarheit.

## Geschichte
Über den Anfang der Lettern im 15. Jahrhundert ist wenig bekannt, da nur wenige Lettern aus der Zeit erhalten sind. 1970 hat man bei Ausgrabungen im Schloss Ortenbourg bei Sélestat eine Letter gefunden, wahrscheinlich für den Buchstaben „n“ oder „u“. Sie wurde vor 1480 gefertigt. Sie ist 27 mm lang, am Fuß ist sie durchbohrt. Auch in zwei Fehldrucken der Concordantiae Bibliorum, gedruckt von Johannes Mentelin vor 1472, erkennt man die Abdrücke zweier Lettern, die auf der Seite liegen. Sie sind 20,6 mm lang und ebenfalls durchbohrt. Man nimmt an, dass ein Draht durch die Löcher geführt wurde, um die Lettern zu fixieren.
Neuzeitliche Letternfunde ergänzen unser Wissen über Legierungen und Gusspraktiken nach Gutenberg. Der Artikel von Daniel Berger untersucht metallurgisch 191 Drucklettern, die bei Grabungen in der Mainzer Karmeliterstraße gefunden wurden. Die Funde lagen in einer Latrine und werden auf das frühe 17. Jahrhundert (ca. 1600–1630) datiert. Die metallurgische Analyse ergab eine Legierungszusammensetzung von 83 % Blei, 12.5 % Antimon, 3.7 % Zinn sowie Spuren von Kupfer, Wismut und Eisen. Die gewählte Legierung ermöglichte einen sauberen Guss bei niedrigen Temperaturen und trug wesentlich zur technischen Effizienz des Typendrucks bei.

Wiki aus der Sicht des Setzers: Spiegelverkehrt auf dem Kopf 8 Cicero = 96 Punkt (36,10 mm), in Holzschrift
„Große Werke des menschlichen Geistes – Erfindung der Buchdruckerkunst“: deutsche Briefmarke von 1983